# 集合建構式符號
在數學裡，集合建構式符號（set-builder notation）是常用于描述集合的一種記號，這種描述集合的方式一般也稱為集合抽象化（set abstraction）或。一般寫為{\displaystyle \{x:P(x)\}}或{\displaystyle \{x\in S:P(x)\}}，分別只在於論域的不同，前者的元素恰好是那些符合謂詞P的集合，而後者的元素除了符合謂詞P，還得是S的元素。

## 範例：三角形數的集合

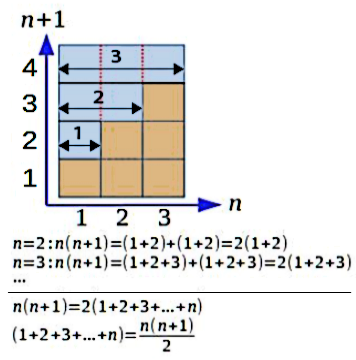
海什木（Alhazen）的正整數和公式推導。

以三角形數的集合為例。三角形數有一個規則，它是正整數的和。
下面的每一個等式給出了三角形數集合T的一個元素：
{\displaystyle 1=1}
{\displaystyle 1+2=3}
{\displaystyle 1+2+3=6}
{\displaystyle 1+2+3+4=10}
{\displaystyle 1+2+3+4+5=15}
{\displaystyle 1+2+3+4+5+6=21}
{\displaystyle \qquad \qquad \quad \vdots }
{\displaystyle 1+2+3+\ldots +n=S}
其中，n是正整數，S是左式的結果。
於是我們歸納出一個規則（即公式）：
{\displaystyle 1+2+3+\ldots +n={\frac {n(n+1)}{2}}}
這個規則可代表集合T中的元素。於是，集合T可以簡寫為：
{\displaystyle T=\left\{S~\left|~S={\frac {n(n+1)}{2}},n\in \mathbb {N} ^{+}\right.\right\}}
在上面的簡單範例中，我們將一個繁複的集合表示法，透過一個簡單的規則，重新以簡單的符號來表示這個集合。

## 集合建構式與一階邏輯
當一個集合的元素是用某種公式或條件（亦即，一個函數）所產生，這時候就可以用集合建構式來表示，例如：
- 偶數集合 = {\displaystyle \{x:x}是2的倍數{\displaystyle \}}
- 負數集合 = {\displaystyle \{x:x}是小於0的數{\displaystyle \}}

就哲學上來說，這些元素具有某種共同的性質（2的倍數，或是小於0）；在一階邏輯中，這個性質可以使用謂詞來表示，而該集合的一般格式為：
{\displaystyle A=\{x:P(x)\}}
以偶數集合為例，其謂詞{\displaystyle P=}「是2的倍數」。{\displaystyle P(x)=}「{\displaystyle x}是2的倍數」，被稱為一個命題函數。
集合{\displaystyle A}的元素必定是另一個集合{\displaystyle B}的元素{\displaystyle x}，使得{\displaystyle P(x)}為真（亦即，{\displaystyle A}是{\displaystyle B}的一個子集），一般表述為：
{\displaystyle A=\{x:x\in B,P(x)\}}或是{\displaystyle A=\{x\in B:P(x)\}}
在這裡，{\displaystyle P}是謂詞，{\displaystyle x}是主詞（{\displaystyle B}集合中的一個元素），{\displaystyle P(x)}是一個傳回真假值的命題函數：
{\displaystyle P\colon B\rightarrow \{true,false\}}
所以，在數學中，謂詞被視為一種布林值函數。
在實例中，如果沒有指定{\displaystyle B}集合，就表示{\displaystyle B}集合是由謂詞{\displaystyle P}所給出。

## 集合建構式例句
- 正整數集合可用下列建構式表示：
  - {\displaystyle \{x:x}是大於0的整數{\displaystyle \}}
  - {\displaystyle \{x:x>0\land x\in \mathbb {Z} \}}
- 偶數集合可用下列建構式表示：
  - {\displaystyle \{x:x}是2的倍數{\displaystyle \}}
  - {\displaystyle \{x:x=2k,k\in \mathbb {Z} \}}
- 負數集合可用下列建構式表示：
  - {\displaystyle \{x~|~x}是小於0的數{\displaystyle \}}
  - {\displaystyle \{x~|~\forall x\in \mathbb {R} ,x<0\}}
  - {\displaystyle \{x\in \mathbb {R} ~|~x<0\}}
- 平方數集合可用下列建構式表示：
  - {\displaystyle \{x~|~x}是某個整數的平方{\displaystyle \}}
  - {\displaystyle \{x:x=k^{2};k\in \mathbb {Z} \}}
  - {\displaystyle \{x^{2}:x\in \mathbb {Z} \}}
  - {\displaystyle \{x\in \mathbb {N} :\exists k\in \mathbb {Z} }   s.t.   {\displaystyle k^{2}=x\}}

在這裡，有幾個習慣用法：
- 冒號和豎線是一樣的，意思是「使得（such that，簡寫為s.t.）」。一般來說，冒號與豎線只使用在最前面，接下來的「使得」都使用別的符號，例如s.t.或是{\displaystyle \ni }。但是偶爾也會看到這樣的句子，奇數：

{\displaystyle \{n\in \mathbb {Z} :\exists k\in \mathbb {Z} :n=2k+1\}}
另一個更簡潔的句子可以表達相同的意思：
{\displaystyle \{2n+1:n\in \mathbb {Z} \}}
- 一般來說，{\displaystyle \forall }是省略不寫的，但是偶爾會看到使用{\displaystyle \forall }的句子。一個複雜的例句如下，非平方數：

{\displaystyle \{x\in \mathbb {N} :\forall k\in \mathbb {Z} ,k^{2}\neq x\}}
- 逗號（,）、分號（;）與合取（{\displaystyle \land }）的意思是一樣的，都是合取（{\displaystyle \land }）。
- 當元素的數域已經由命題所給出，通常就省略不寫。